# Taylor Wang
Taylor Gun-Jin Wang (Shanghai, 16 giugno 1940) è un fisico ed ex astronauta statunitense di origine cinese.
È nato a Shanghai (Cina) il 16 giugno 1940. Nel 1952 la sua famiglia si è trasferita a Taiwan. Dopo aver completato la scuola superiore e conseguito il diploma, Wang si è trasferito prima ad Hong-Kong e poi negli USA, dove ha studiato alla University of California, Los Angeles (UCLA). Dopo la laurea ha conseguito il master nel 1968 e il dottorato nel 1971. Successivamente Wang ha cominciato a lavorare al Jet Propulsion Laboratory del California Institute of Technology. Nel 1975 Wang è diventato cittadino statunitense.
Nel 1985 ha partecipato alla missione dello Space Shuttle Challenger STS-51-B, dove ha condotto vari esperimenti scientifici. Con la partecipazione a questa missione, Wang è divenuto il primo astronauta americano di etnia cinese. In seguito Wang ha lasciato la NASA ed è diventato docente alla Vanderbilt University a Nashville, Tennessee.
Wang è sposato con Beverly Feng e ha due figli.